# Біа
Біа (грец. Bia — сила) — первісно сила, що, як правило, пов'язана з насильством, тобто тваринна, м'язова.
У такому значенні це слово вживається в епосі для зображення сили Діомеда й інших. Пізніше слово використовували і в духовній сфері. Персоніфікацію Біа знаходимо в Гесіодовій «Теогонії» у постаті божества, яке належить до передзевсової доби, Біа та її брат, Кратос («сила без насильства»), вважаються дітьми річки Стікс, яких Зевс прийняв до почту божеств.
У давньогрецькій літературі персоніфіковані Біа та Кратос виступають у трагедії Есхіла «Прометей закутий».